# برگ (باد نوین‌آر-آروایلار)
برگ (به آلمانی: Berg) یک منطقهٔ مسکونی در آلمان است که در اهرویلر واقع شده‌است. برگ ۱٬۴۳۹ نفر جمعیت دارد.